# Fujiwara no Michinobu
Fujiwara no Michinobu (藤原道信) (972 - 25 août 994) est un poète et courtisan japonais du milieu de l'époque de Heian. Il est le troisième fils du Daijō-daijin Fujiwara no Tamemitsu et de la fille du régent sesshō Fujiwara no Koretada.
Son oncle Fujiwara no Kaneie l'adopte à l'occasion de son genpuku (cérémonie de la majorité). Il a atteint le grade de Jushii quand il meurt subitement à l'âge de 23 ans. Il est lié d'amitié avec Fujiwara no Kintō, Fujiwara no Sanekata et Fujiwara no Nobukata.
Son nom figure parmi les trente-six poètes immortels du Moyen Âge (Chūko Sanjūrokkasen) et dans l'anthologie poétique Ogura Hyakunin Isshu. Il réalise une compilation de ses poèmes appelée Michinobu Ason-shū (道信朝臣集).

## Source
- Peter McMillan (2008) One hundred poets, one poem each: a translation of the Ogura Hyakunin Isshu. New York: Columbia University Press.  (ISBN 978-0-231-14398-1)